# Kylie Christmas
A Kylie Christmas Kylie Minogue ausztrál énekesnő tizenharmadik stúdióalbuma és első karácsonyi albuma. 2015. november 13-án jelent meg a Parlophone kiadónál. Tizenkettedik stúdióalbuma, a 2014-es Kiss Me Once megjelenését követően Minogue bejelentette, hogy különválnak a Parlophone kiadóval és az amerikai Roc Nationnel. Minogue egy lemezre szóló exkluzív szerződést kötött a Parlophone-nal, hogy kiadhassa a Kylie Christmas-t, melyet világszerte a Warner Music Group adott ki,az Egyesült Államokban a Warner Bros. Records. A lemez tizenhárom dalt és három bónuszdalt tartalmazott, melyek közt feldolgozások és eredeti dalok is hallhatóak.
A Kylie Christmas-ról három kislemez lett kiadva. Az „Only You” a lemez első kislemezeként 2015. november 5-én jelent meg, mely egy duett a brit énekes-színész James Cordennel. Az „Every Day’s Like Christmas” remixe 2015. december 2-án jelent meg és később a hónap folyamán a húgával, Dannii Minogue-gal közös duett, a „100 Degrees”. A lemez megjelenésének promotálása végett Minogue egy koncertet adott a londoni Royal Albert Hallban 2015. december 11-én.

## Háttér és kidolgozás
A Kylie Christmas Minogue első karácsonyi albuma és tizenharmadik stúdióalbuma. Minogue korábban kiadta a „Santa Baby" című karácsonyi dalt, mely a „Please Stay” kislemezen jelent meg 2000-ben, a „Let It Snow”-t 2010-ben és szintén 2010-ben két karácsonyi EP-t, A Kylie Christmas és A Christmas Gift címmel. Minogue azt mondta, hogy 2014-ben a karácsonyt Los Angeles-ben töltötte és egy barátja javasolta neki: készítsen egy karácsonyi albumot. A Kylie Christmasen egyaránt hallhatóak klasszikus karácsonyi dalok és új szerzemények is.

## Zenei stílus
A Kylie Christmas egy karácsonyi zenei album elektronikus dance, pop és diszkó zenei elemekkel. A lemez végrehajtói producere Minogue, míg a dalok producereiként Steve Anderson, Ash Howes, Richard Stannard, Charles Pignone, Matt Prime és Stargate vannak megemlítve. Ez Minogue második olyan lemeze, melynek ő a végrehajtói producere, ugyanis előző 2014-es lemezének, a Kiss Me Once-nak végrehajtói producere volt az ausztrál énekesnő és dalszerző Sia-val közösen. Standard verzióján tíz feldolgozás és három eredeti dal hallható. Minogue társszerzője a „White December” és a „Christmas Isn’t Christmas ’Til You Get Here” című daloknak. A harmadik eredeti dalt, azEvery Day’s Like Christmast a brit alternatív rock együttese, a Coldplay énekese, Chris Martin írta és a dal háttérvokáljait is ő szolgáltatta. Deluxe változatán három új eredeti dal is található, melyeknek Minogue a társszerzője. Ezek az „Oh Santa”, „100 Degrees” és „Cried Out Christmas”. 
Számos dal élő hangszereléssel lett rögzítve. A „Winter Wonderland” és a „Let It Snow” című dalokat úgy jellemezték, mint amelyeknek „vegas-i stílusuk van kürtökkel, vonós hangszerekkel és sok érzelemmel”. Az „Every Day’s Like Christmas”-t egy modern popballadaként írták le, míg a „White December”-t és a „Christmas Isn’t Christmas Until You Get Here”-t lányegyüttesek inspirálta dalokként jellemezték. Annak ellenére, hogy nem karácsonyi dal, az „Only You”-t mégis úgy írták le, mint egy édes és lágy dalt, míg az „It’s the Most Wonderful Time of the Year”, „Have Yourself a Merry Little Christmas”, „Santa Baby”, „Let It Snow”, „Winter Wonderland” és „Santa Claus Is Coming to Town” dalokat régi ünnepi kedvencekként emlegették. A „Santa Baby”-t és a „Let It Snow”-t eredetileg 2000-ben és 2010-ben rögzítették. A „Let It Snow”-t a lemez kedvéért újra felvették, míg a „Santa Baby” eddig egyetlen Minogue-lemezen se szerepelt.

## Kiadás és promóció
2015 októberében Minogue bejelentette a Kylie Christmas megjelenését. A következő napon a lemez borítója és a dallista nyilvánosságra került. Ennek ellenére hamarosan meg lett változtatva a lemez borítója. A Kylie Christmas 2015. november 13-án jelent meg CD- és DVD-csomagban. Az album deluxe verzióján tizenhat dal található, köztük három bónusz dal, míg a lemez digitális és LP-verzióján tizenhárom. Minogue megerősítette, hogy 2015. november 24-én fel fog lépni az ausztrál The X Factor-ban, ahol Danniivel előadja a „100 Degrees”-t. 27 év óta ez volt az első közös televíziós fellépésük, és az első közös fellépésük 2006 óta, amikor a „Kids”-et adták elő a Showgirl: The Homecoming Tour-on. A következő hónapban Minogue előadta az “It’s the Most Wonderful Time of the Year”-t a Royal Variety Performance-en és ezután egyszeri koncerttel reklámozta az albumot a Royal Albert Hallban. A koncert meghirdetése után azonnal elkelt az összes jegy.

## A kritikusok értékelései
A Kylie Christmas vegyes kritikákat kapott. A Metacritic-nél a 100-ból 55 pontot kapott, ami vegyes vagy átlagos értékelésnek számít. Ezt az értéket 7 vélemény alapján számították ki. Tim Sendra az AllMusic-nál az ötből három csillagot adott a lemeznek. mondván: Minogue és csapata jó munkát végzett azzal, hogy változatos dalokat és hangulatokat vonultatott fel a lemezen. Az album legjobb dalaiként kiemelte a „Christmas Wrapping”, “I’m Gonna Be Warm This Christmas” és “White December” című szerzeményeket. Cameron Adams, Mike Cahill és Cyclone Wehner a The Herald Sun-tól három és fél csillagot adott a lemeznek az ötből, dicsérve Anderson produceri munkáját. A Slant Magazine a kiszivárgott anyag kapcsán alkotott véleményt a lemezről és három csillagot adott az albumnak az ötből, dicsérve az album eredeti anyagát, kiemelve az “Every Day’s Like Christmas”-t, melyet az album legjobb dalának nevezett, valamint dicsérte a lemezen hallható karácsonyi zenét, melyet diszkó és elektronikus dance zenével ötvöztek.

## Számlista
|     | Cím                                                 | Szerző(k)                                        | Producer(ek)              | Hossz |
| --- | --------------------------------------------------- | ------------------------------------------------ | ------------------------- | ----- |
| 1.  | It’s the Most Wonderful Time of the Year            | Edward Pola, George Wyle                         | Steve Anderson            | 2:44  |
| 2.  | Santa Claus Is Coming to Town (feat. Frank Sinatra) | John Frederick Coots, Haven Gillespie            | Charles Pignone, Anderson | 2:15  |
| 3.  | Winter Wonderland                                   | Felix Bernard, Richard B. Smith                  | Anderson                  | 1:53  |
| 4.  | Christmas Wrapping (feat. Iggy Pop)                 | Chris Butler                                     | Anderson                  | 5:05  |
| 5.  | Only You (feat. James Corden)                       | Vince Clarke                                     | Anderson                  | 3:05  |
| 6.  | I’m Gonna Be Warm This Winter                       | Hank Hunter, Mark Barkan                         | Anderson                  | 2:29  |
| 7.  | Every Day’s Like Christmas                          | Mikkel Eriksen, Tor Erik Hermansen, Chris Martin | Stargate, Anderson        | 4:13  |
| 8.  | Let It Snow                                         | Sammy Cahn, Jule Styne                           | Anderson                  | 1:56  |
| 9.  | White December                                      | Kylie Minogue, Karen Poole, Matt Prime           | Prime                     | 3:07  |
| 10. | 2000 Miles                                          | Chrissie Hynde                                   | Anderson                  | 3:34  |
| 11. | Santa Baby                                          | Joan Javits, Philip Springer, Tony Springer      | Chong Lim, Anderson       | 3:22  |
| 12. | Christmas Isn’t Christmas ‘Til You Get Here         | Minogue, Anderson, Poole                         | Anderson                  | 3:03  |
| 13. | Have Yourself a Merry Little Christmas              | Hugh Martin, Ralph Blane                         | Anderson                  | 3:22  |

| 14. | Oh Santa                           | Minogue, Ash Howes, Richard Stannard, Anderson | Howes, Stannard, Anderson | 2:38 |
| 15. | 100 Degrees (feat. Dannii Minogue) | Minogue, Howes, Stannard, Anderson             | Howes, Stannard, Anderson | 4:31 |
| 16. | Cried Out Christmas                | Minogue, Poole, Prime                          | Prime                     | 3:44 |

## Albumlistás helyezések
| Lista (2015)                         | Legfelső helyezés |
| ------------------------------------ | ----------------- |
| Ausztrália (ARIA Charts)             | 7                 |
| Ausztria (Ö3 Austria Top 40)         | 46                |
| Belgium (Ultratop Flandria)          | 23                |
| Belgium (Ultratop Vallónia)          | 53                |
| Csehorszság (ČNS IFPI)               | 18                |
| Németalföld (Dutch Charts)           | 41                |
| Franciaország (SNEP)                 | 76                |
| Görögország (IFPI Greece)            | 34                |
| Magyarország (Mahasz)                | 8                 |
| Írország (IRMA)                      | 14                |
| Spanyolország (PROMUSICAE)           | 31                |
| Olaszország (FIMI)                   | 14                |
| Japán (Oricon)                       | 171               |
| Dél-Korea (Gaon Music Chart)         | 71                |
| Svájc (Schweizer Hitparade)          | 51                |
| Svédország (Sverigetopplistan)       | 39                |
| Egyesült Királyság (UK Albums Chart) | 12                |
| Egyesült Államok (Billboard 200)     | 184               |

## Minősítések és eladási adatok
| Ország                   | Minősítés  | Eladás   | Alapul         |
| ------------------------ | ---------- | -------- | -------------- |
| Magyarország (Mahasz)    | Aranylemez | 1000+    | Szállításokon  |
| Egyesült Királyság (BPI) | Aranylemez | 148 000+ | Értékesítésben |

## Megjelenések
| Ország             | Dátum              | Formátum                       | Változat         | Kiadó                                  |
| ------------------ | ------------------ | ------------------------------ | ---------------- | -------------------------------------- |
| Világszerte        | 2015. november 13. | CD, CD+DVD, digitális letöltés | Standard, Deluxe | Parlophone, Warner Bros., Warner Music |
| 2015. november 27. | Hanglemez          |                                | Standard, Deluxe | Parlophone, Warner Bros., Warner Music |

## Külső hivatkozások
- Kylie Minogue hivatalos honlapja (angolul)